# The Benchwarmers
The Benchwarmers is een Amerikaanse komische sportfilm uit 2006 onder regie van Dennis Dugan.

## Verhaal
De film richt zich op drie mannen die ieder mislukkelingen zijn op het gebied van sport. Uit frustratie richten zij hun eigen honkbal team op.
Hun team is al snel het voorbeeld van vele hedendaagse kinderen die door hetzelfde heen gaan.

## Rolverdeling
| Acteur        | Personage |
| ------------- | --------- |
| Rob Schneider | Gus       |
| David Spade   | Richie    |
| Jon Heder     | Clark     |
| Jon Lovitz    | Mel       |
| Molly Sims    | Liz       |